# ليونارد بيري
ليونارد بيري (بالإنجليزية: Leonard Berry)‏ هو أستاذ جامعي أمريكي، ولد في 1942.

## وصلات خارجية
- ليونارد بيري على موقع إن إن دي بي (الإنجليزية)